# روبرت تي دوسن
روبرت تي دوسن (بالإنجليزية: Robert T. Dawson)‏ هو محامي وقاضي أمريكي، ولد في 1 أغسطس 1938 في إل دورادو في الولايات المتحدة.